# Charles Rappoport

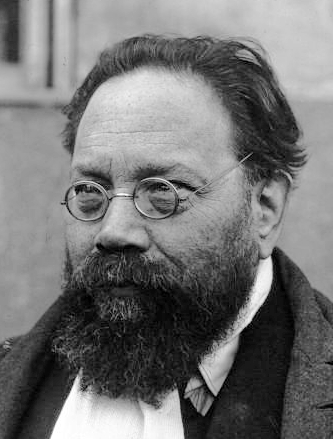
Charles Rappoport en 1921

Charles Rappoport (1865, Dūkštas, Lituania–17 de noviembre de 1941, Saint-Cirq-Lapopie, Cahors, Francia) fue un político, militante comunista, periodista, médico y escritor ruso nacionalizado en Francia. Intelectual judío, y becario multilingüe, ha sido referido como "un hombre magnífico de radicalismo francés".

## Biografía
Rappoport nació en un shtetl Dūkštas en el Kovno Governorate del Imperio ruso (actual Lituania), creció en un tradicional barrio judío. Trabajó en gimnasio en Vilna, pero dejó el país después de encontrar el Narodnaya Volya. Asistió a una universidad en Suiza, y se trasladó a Francia. Siendo un hombre joven,  fue un periodista para los diarios de lengua hebrea. Introdujo la política en el Partido Popular Ruso, más tarde el R.S.D.L.P.. 
Fue un miembro de la Unión de Revolucionarios Socialistas rusos, junto con Chaim Zhitlowsky (fundador), M. M. Rozenbaum, y S. Ansky.
Emigró a Francia, sitiándose en París al final del siglo XIX, y adquiriendo la nacionalidad francesa en 1899. Rappoprot fue decisivo en la movilización de ciudadanos Yiddish hablando con judíos parisienses; en 1901,  fundó el Groupe des ouvriers israelites, un club y lugares conocidos porsocialistas judíos en el Pletzl Rue Vieille-du-Templo.

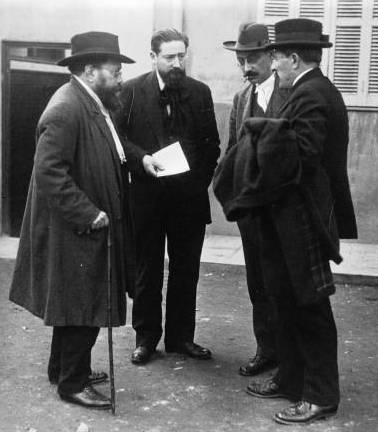
Rappoport en el 1.º Congreso del PCF en Marsella en 1921. De izquierda a derecha, Rappoport, Daniel Renoult, Ludovic-Oscar Frossard, y Marcel Cachin.

Como marxista, Rappoport hizo campaña en la Sección Francesa de la Internacional Obrera (Sección Française de l'Internationale Ouvrière, SFIO).  En 1914,  denunció el SFIO aceptación de la Primera Guerra Mundial. Una temprana Zimmerwaldian.  Tampoco fue un reformista ni modernista en su ideología. Con Paul Vaillant-Couturier y Albert Treint, Rappoport fue un representante de la Comintern ("Tercera Internacional"; 1919–1943). En el SFIO Congreso de Visitas en diciembre de 1920,  fue parte del grupo que fundó el Partido Comunista francés (Parti communiste français, PCF), y fue elegido al Comité Directivo. A pesar de que en 1922-1923 apoyó al centro del grupo Froissard , siguió la Stalinization del PCF en la tardía década de 1930, fue fuertemente discrepado con la línea de partido y soporte para la Unión Soviética, y dejó el PCF en 1938.
En la época de la Segunda Guerra Mundial,  se retiró a Santo-Cirq-Lapopie donde murió en 1941. Uno puede leer en su tumba en el Cementerio de Montparnasse en París con el siguiente epitafio: Le socialisme sans la liberté n'est pas le socialisme, la liberté sans le socialisme n'est pas la liberté ("Socialismo sin la libertad no es socialismo, libertad sin el socialismo no es libertad.")

## Trabajos
Rappoport fue el autor de numerosos trabajos como La Philosophie de l'histoire comme ciencia de l'évolution (1903), Un peu d'histoire : origines, doctrinas et méthodes socialistes (1912), y La Révolution sociale, (1912), y Pourquoi nous sommes socialistes? (1919). En La Crise socialiste et sa solution, par Charles Rappoport (1918), Rappoport habla de su desarrollo intelectual e ideológico. La biografía de Jean Jaurès, Jean Jaurès: l'homme, le penseur, le socialiste (1915), escrito después de su asesinato, fue considerado la mejor biografía de Jaurès. Rappoport memoir, Une vie révolutionnaire : 1883-1940 : les mémoires de Charles Rappoport, fue publicado en 1991.